# Aykut Çeviker
Aykut Çeviker (sinh ngày 3 tháng 1 năm 1990) là một cầu thủ bóng đá Thổ Nhĩ Kỳ thi đấu cho Akhisar Belediyespor. Anh cũng thi đấu cho các đội bóng đá trẻ quốc gia Thổ Nhĩ Kỳ.